# Яковлев Олег Петрович
Оле́г Петро́вич Я́ковлев — підполковник Збройних сил України. Повний лицар ордена Богдана Хмельницького.

## Нагороди
- орден Богдана Хмельницького I ступеня (23 лютого 2023) — за особисту мужність і самовідданість, виявлені у захисті державного суверенітету та територіальної цілісності України, вірність військовій присязі[1]
- орден Богдана Хмельницького II ступеня (7 листопада 2022) — за особисту мужність і самовіддані дії, виявлені у захисті державного суверенітету та територіальної цілісності України, вірність військовій присязі[2]
- орден Богдана Хмельницького III ступеня (2 грудня 2016) — за особистий внесок у зміцнення обороноздатності Української держави, мужність, самовідданість і високий професіоналізм, виявлені під час виконання військового обов'язку, та з нагоди Дня Збройних Сил України[3]